# Mamma Maremma/Qualcosa qualcuno
Mamma Maremma/Qualcosa qualcuno è un singolo del cantautore italiano Umberto Tozzi, pubblicato su vinile a 45 giri nel 1979.
Le due canzoni sono state estratte dall'album Gloria dello stesso anno.